# Herbert Range
Die Herbert Range ist ein Gebirgszug in der antarktischen Ross Dependency, der sich vom Rand des Polarplateaus zwischen dem Axel-Heiberg- und dem Strøm-Gletscher bis zum Ross-Schelfeis erstreckt. Zu ihm gehören Mount Fridtjof Nansen, Mount Balchen und Mount Betty.
Das New Zealand Antarctic Place-Names Committee benannte den Gebirgszug nach dem britischen Polarforscher Wally Herbert (1934–2007), Leiter der Südgruppe der von 1961 bis 1962 durchgeführten Kampagne im Rahmen der New Zealand Geological Survey Antarctic Expedition, welche das Gebiet um den Axel-Heiberg-Gletscher erkundete.

## Weblinks

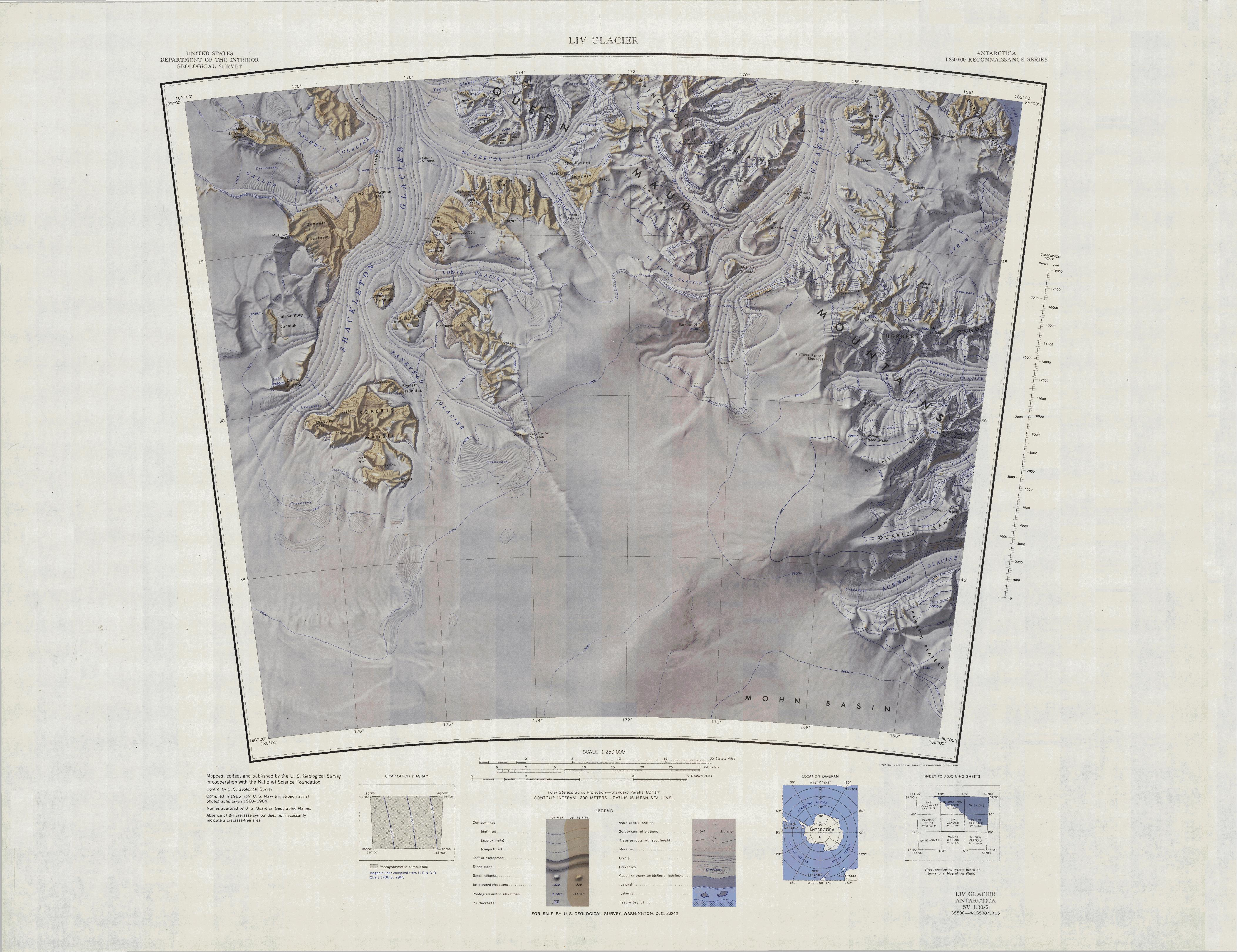
Westteil rechts oberhalb der Mitte
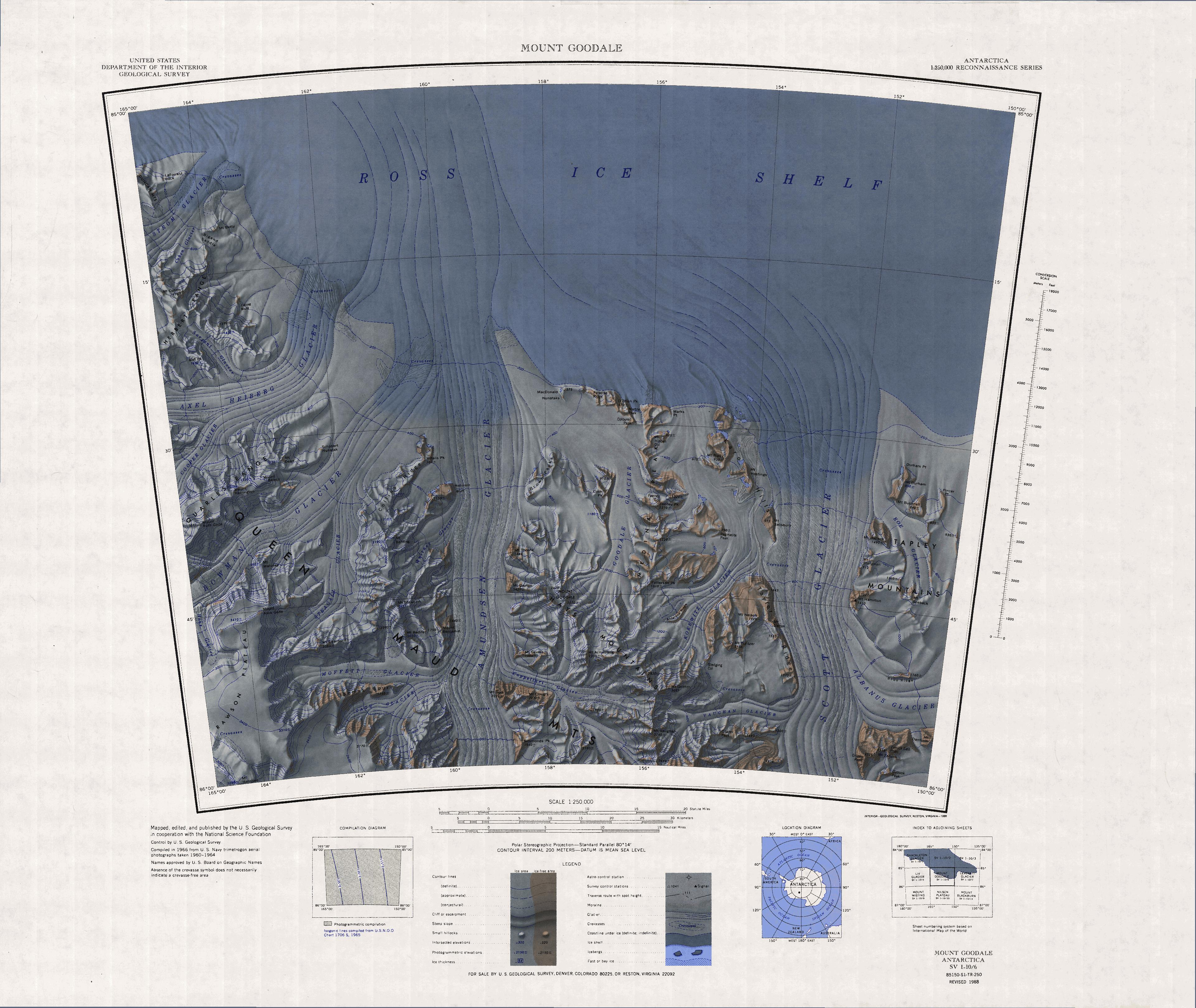
Ostteil links oben